# Janoszka (potok)
Janoszka – potok, dopływ Bystrej. Wypływa u południowych podnóży Wierchu Wisełka w Paśmie Baraniej Góry i Skrzycznego w Beskidzie Śląskim. Spływa początkowo na południe doliną, której prawe zbocza tworzy Skałka, Kiczora i Solisko, a lewe południowy grzbiet Wierchu Wisełka i Postrzedni Groń. U północnych podnóży Gryniówek zmienia kierunek na północno-wschodni i spływa głęboką doliną. Na tym odcinku koryto Janoszki oddziela Beskid Śląski od Wzniesień Szare, które należą do Międzygórza Jabłonkowsko-Koniakowskiego. Na wysokości 473 m uchodzi do Bystrej jako jej prawy dopływ.
Cała zlewnia Janoszki znajduje się w obrębie wsi Kamesznica w województwie śląskim, w powiecie żywieckim, w gminie Milówka. Głównymi dopływami są potoki Gańczorki i Juraszówka.
Badania przeprowadzone przez Piotra Strzebońskiego na odsłonięciach skalnych potoku Janoszka wykazały bogactwo różnorodnych typów utworów fliszowych jednostki alpejskiej Zachodnich Karpat Zewnętrznych, pochodzących z górnej kredy – paleogenu. Warstwy istebniańskie osiągają tu bardzo dużą miąższość i najpełniejszy rozwój litofacjalny. Składają się z piaskowców istebniańskich dolnych o miąższości 1500 m, łupków istebniańskich dolnych (ok. 150 m), piaskowców istebniańskich górnych (ok. 150 m) i łupków istebniańskich górnych (ok. 300 m). Te ostatnie były eksploatowane jako rudy żelaza, gdyż zawierają sferosyderyty.